# جو کاکر
جان رابرت "جو" کاکر (انگلیسی: John Robert "Joe" Cocker؛ زادهٔ ۲۰ مهٔ ۱۹۴۴ - درگذشته ۲۲ دسامبر ۲۰۱۴) خواننده راک، پاپ، بلو-آید سول، اهل انگلستان بود.

## زندگی
کاکر متولد ۲۰ مهٔ ۱۹۴۴ در شهر شفیلد بود که بیش از چهار دهه در حوزه موسیقی فعالیت می‌کرد و برای صدای خش‌دارش شهرت داشت.
کاکر علاوه بر آلبوم‌های متعددی که منتشر کرد، بارها آثار خوانندگان و گروه‌های مشهور دیگر موسیقی از جمله بیتل‌ها، ری چارلز و چاک بری را دوباره خوانی کرد.

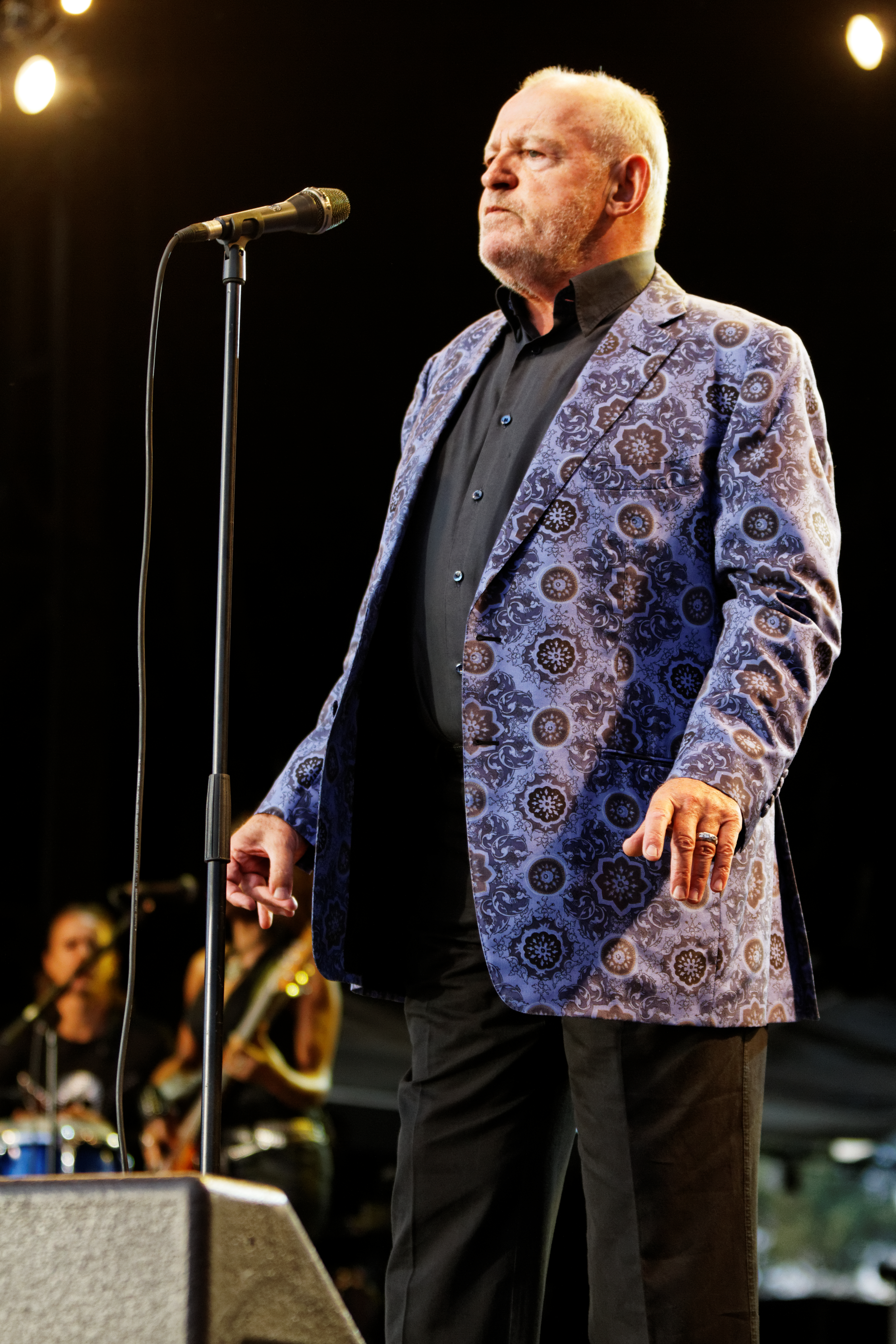

اجراهای او از آثار این خوانندگان گاهی به اندازه اجرای اصلی شهرت و محبوبیت داشت. وی در طول زندگی هنری خود موفق به کسب چندین جایزه معتبر موسیقی از جمله جایزه گرمی شده‌است. اجرای دو نفره کاکر همراه با جنیفر وارنز برای فیلم «افسر و آقا» در سال ۱۹۸۲ برنده جایزه اسکار بهترین ترانه شد.
جو کاکر پس از مدت‌ها درگیری با بیماری سرطان ریه در ۲۲ دسامبر ۲۰۱۴ در ۷۰ سالگی در درگذشت.